# روزماري أمبيم
روزماري أمبيم (من مواليد 27 أغسطس 1992)، وهي لاعبة كرة قدم غانية تلعب كمدافعة لمنتخب غانا الوطني لكرة القدم للسيدات. كانت جزءًا من الفريق في بطولة إفريقيا للسيدات 2014. على مستوى النادي، لعبت مع أكرا في غانا.